# هيوم (خزان)
خزان هيوم أكبر خزان في إستراليا ، يقوم علي نهر مري بالقرب من البوري وعند الحدود الفاصلة بين نيو ساوث ويلز وفكتوريا، تقدر مساحته بحاولي 181 كم 2 أنشئ 1937 وطوله حوالي 317 مترا وارتفاعة 61 مترا.